# Centro de Treinamento George Helal
O Centro de Treinamento Presidente George Helal, popularmente conhecido com Ninho do Urubu, ou ainda CT da Vargem Grande, é um centro de treinamento que é utilizado pela equipe de futebol profissional do Flamengo e por suas categorias de base. O local, que é um dos patrimônios do Clube de Regatas do Flamengo, fica localizado no bairro de Vargem Grande, no Rio de Janeiro, e conta com um módulo profissional, dois campos, campo de treinamento para goleiros, além de outras estruturas. Em 2018, ano de inauguração do novo módulo profissional, a estrutura preexistente foi deixada para as categorias de base e, para o futebol profissional, foi disponibilizada um novo módulo, com novos alojamentos, um moderno parque aquático, academia, mais um campo de futebol (totalizando cinco), além de outras estruturas inovadoras para a realidade brasileira, gerando assim o mais moderno Centro de Treinamento da América Latina, e um dos maiores do mundo.

## História

George Helal, em 1970.

O terreno foi adquirido no dia 30 de agosto de 1984 pelo presidente George Helal, mas por muitos anos o projeto não saiu do papel. Na época o terreno de 175 mil m² foi comprado por 300 milhões de cruzeiros, com a valorização imobiliária o terreno valia em 2011 R$ 350 milhões (uma valorização de 6.900%).
| “ | Apareceram mais de 50 propostas, um monte de corretores. Visitamos 14 terrenos, depois escolhemos dois e compramos o Ninho em 30 de agosto de 1984. Pagamos à vista. | ” |

Apesar de na época o Jornal dos Sports, em 2 matérias, noticiar que "será a maior concentração do Brasil" e que seriam "construídos de cinco a seis campos de futebol, local para concentração de divisões inferiores e para os profissionais e um prédio", na primeira década em posse do Flamengo, o Ninho ficou praticamente esquecido. O único avanço significativo aconteceu na gestão do presidente Gilberto Cardoso Filho, em 1990, com o aterramento do terreno, que era cortado por dois rios. "Quando chovia, inundava tudo. Fiz uma obra lá que durou um ano e meio, e todo o terreno foi aterrado. Deixei quatro campos prontos, só faltando botar a grama, dois, inclusive, já tinha drenagem. Isso foi em 1990 e a grama só foi posta mais dez anos depois, em 2004", disse o ex-presidente Gilberto Cardoso Filho, em entrevista.
Em 1997, o então presidente do clube, Kléber Leite fechou um contrato de aluguel de um outro centro de treinamento, que ficou conhecido como Fla-Barra. 3 anos depois, porém, a equipe foi despejada do Fla-Barra por conta de uma inadimplência de 6 meses.
Em abril de 2004, o presidente Márcio Braga lança a campanha "Eu Amo o Fla" para arrecadar fundos para o terreno em Vargem Grande finalmente se transformar em centro de treinamento. Meses depois, no aniversário de 109 anos do clube, dois campos foram inaugurados.
Em julho de 2005, o Flamengo inicia uma nova campanha, lançando pulseiras que viraram febre na época, em uma campanha feita pelo Orkut: "Craque o Flamengo faz em casa, CT quem faz é você". O produto continha uma pulseira vermelha e outra preta entrelaçadas, inspiradas na campanha feita contra o racismo. No fim da temporada, o time chega a fazer alguns treinamentos no local.
Nas vésperas da final da Copa do Brasil de 2006 (em que o Flamengo sagrou-se campeão), o então treinador da equipe, Ney Franco, surpreendeu ao levar o time para um treino secreto no Ninho – que sequer tinha estrutura de vestiário para os jogadores.
No dia 10 de outubro de 2007, o a camisa de número 12 foi aposentada e o projeto "Camisa 12" foi criado para ajudar na construção do CT com venda de camisas.
Até 2010, porém, a equipe de futebol fazia seus treinamentos na sede da Gávea. Até então, no terreno onde seria construído o CT George Helal, só havia duas bicicletas ergométricas enferrujadas na sala de musculação. Em 2010, na gestão Patrícia Amorim, Vanderlei Luxemburgo, enquanto técnico do rubro-negro, tomou a decisão de que o futebol não teria mais a Gávea como sede. A exposição dos atletas à vida social do clube e a impossibilidade de realizar treinos fechados fez com que Luxemburgo cobrasse uma nova sede de treinamento para a equipe de futebol. À época, ele disse:
Patrícia Amorim, então, inicia a campanha dos tijolinhos, numa das ações mais bem sucedidas de sua gestão, que arrecadou quase R$ 2 milhões para as obras do centro de treinamento (mais de sete mil foram comprados por torcedores, que pagaram R$ 250 por cada um.).
Em setembro de 2012, ainda na gestão Patrícia Amorim, o Flamengo inaugurou o muro dos tijolinhos e o campo 5, que será utilizado pelos profissionais e foi financiado pela parceria com a Ambev.
Com o começo da reestruturação econômica iniciada na gestão Bandeira de Mello, o Flamengo começou a ter sucessivos superávits, com isso houve a retomada financeira do clube. Com a melhoria da situação financeira, o modelo de reestruturação e modernização do CT foi posto em prática. De início, ficou acordado que iria se ter a construção  de um módulo para o futebol profissional e posteriormente para as categorias de base,  tiveram início, assim, em 2014 as obras de modernização do Ninho do Urubu. Por fim, no ano de 2016, com a investimento de todo o dinheiro vindo com a venda da Mansão Fadel Fadel,  foram concluídas as obras do primeiro módulo profissional do Centro de Treinamento George Helal, a partir dali, o Flamengo tinha um dos mais modernos Centro de Treinamento do Brasil, tendo as obras um custo estimado de R$ 15 milhões.
No entanto, os então dirigentes do clube ainda queriam algo mais. Decidiram então fazer uma alteração na proposta inicial: O módulo recém inaugurado ficaria para as categorias de base e o futuro módulo a ser construído seria para o futebol profissional. Assim, começou a fase de planejamento do futuro módulo, segundo Alexandre Wrobel (Então vice-presidente de patrimônio), a obra é inspirada em Centros de treinamento de clubes europeus, como Chelsea, Manchester United e Seleção Inglesa de Futebol. As obras do novo módulo profissional tiveram um custo total de cerca de R$ 26 milhões de reais, verba proveniente do sinal da venda do Edifício Hilton Santos a empresa Cyrela engenharia.

### Rio-2016
Durante o Rio-2016 o CT foi utilizado para treinamento de seleções olímpicas de futebol. O acordo para que utilizasse o espaço foi firmado pelo Flamengo com o Comitê Organizador Rio-2016.

### Incêndio
Um incêndio de grandes proporções atingiu o alojamento das categorias de base do Flamengo, no começo da manhã de 8 de fevereiro de 2019. O incêndio deixou 10 jogadores da base com idade entre 14 e 16 anos, mortos — além de outros três feridos, um em estado grave.

#### Capela Ecumênica
Em fevereiro de 2022, quando a tragédia causada pelo incêndio completou três anos, o clube inaugurou uma capela ecumênica no local onde o incêndio ocorreu, como forma de homenagem às vítimas.

### Ampliações e Novas Obras
Em 2021, o clube finalizou e inaugurou algumas obras no CT, a saber:
- Construção de um campo a mais à disposição do time profissional;
- Iluminação com refletores nos campos para atividades de treino noturnas;
- Ampliação e modernização de um campo com grama sintética

## Estátuas e Bustos
Algumas personalidades da história do clube estão representadas em bustos e estátuas distribuídas pelo CT, a saber:
| #  | Data | Estátuas/Bustos         | Info                                                                                               | Ref.   |
| -- | ---- | ----------------------- | -------------------------------------------------------------------------------------------------- | ------ |
| 01 | 2014 | Estátua do George Helal | Ex-presidente do clube. Em 1984 ele comprou o terreno onde o centro de treinamento foi construído. | [ 20 ] |
| 02 | 2018 | Estátua do Zico         | - Ex-futebolista. Campeão do mundo em 1981. - Maior jogador da história do clube                   | [ 21 ] |
| 03 | 2018 | Busto do Maestro Júnior | Ex-lateral esquerdo/Meia. Campeão do mundo em 1981.                                                | [ 22 ] |

## Módulo profissional

### Estrutura
- Dois módulos - Um para o futebol profissional e outro para a base
- Cinco campos de treino, sendo prevista a construção de mais um para 2019
- Campo de treinamento para goleiros
- Campo de futebol 7
- Praça da bandeira construída em homenagens às embaixadas

#### Futebol de base
- Auditório.
- Sala de reunião.
- Sala do treinador.
- Biblioteca.
- Refeitório.
- Sala de musculação.
- Salas de fisiologia e nutrição.
- Parque aquático.
- Cozinha industrial.
- Área de convivência.
- Sala de jogos.
- Alojamento.[24]

#### Futebol Profissional
- Academia de 720 metros quadrados.
- Vestiário para 39 atletas.
- Restaurante.
- Alojamento com 42 suítes, sendo 36 individuais.
- Sala de jogos.
- Dois auditórios.
- Sala do treinador.
- Sala de reunião.
- Sala e antessala de imprensa.
- Sala de patrocinadores.
- Áreas de fisioterapia, fisiologia e nutrição.
- Área de hidroterapia com 14 jacuzzis e uma piscina.
- Departamento odontológico.
- Sauna.
- Área de lazer com churrasqueira.